# Šahovski sodnik
Šahovski sodnik (ang. arbiter) vodi šahovsko tekmovanje in skrbi, da se pravila šaha striktno izpolnjujejo. V Sloveniji lahko sodnik doseže stopnji sodnik in državni sodnik, FIDE pa podeljuje nazive mednarodnega sodnika; v Sloveniji je trenutno 234 sodnikov, od tega 14 mednarodnih.
Naloge šahovskega sodnika so:
- Sodnik deluje v najboljšem interesu tekmovanja. Zagotoviti mora, da je pripravljeno dobro igralno okolje in da igralcev ne motijo. Nadzoruje potek tekmovanja.
- Sodnik opazuje partije, še posebej, ko so igralci v časovnih stiskah, izvaja odločitve, ki jih lahko sprejme, in naloži kazni igralcem, kjer je to potrebno.
- Sodnik ne sme posredovati v partiji, razen v primerih določenih v pravilih šaha.

- Sodnik lahko uporabi eno ali več naslednjih kazni:
  - opomin;
  - dodajanje časa nasprotniku;
  - zmanjšanje preostalega časa kršitelju;
  - razglasitev partije za izgubljeno;
  - odvzem točk kršitelju v dotični partiji;
  - dodajanje točk nasprotniku v dotični partiji;
  - izključitev s turnirja.